# Nisshin (Aichi)
Nisshin (日進市 Nisshin-shi?) es una ciudad que se encuentra en Prefectura de Aichi, Japón. Se ubica entre las ciudades de Nagoya (al oeste) y de Toyota (al este).

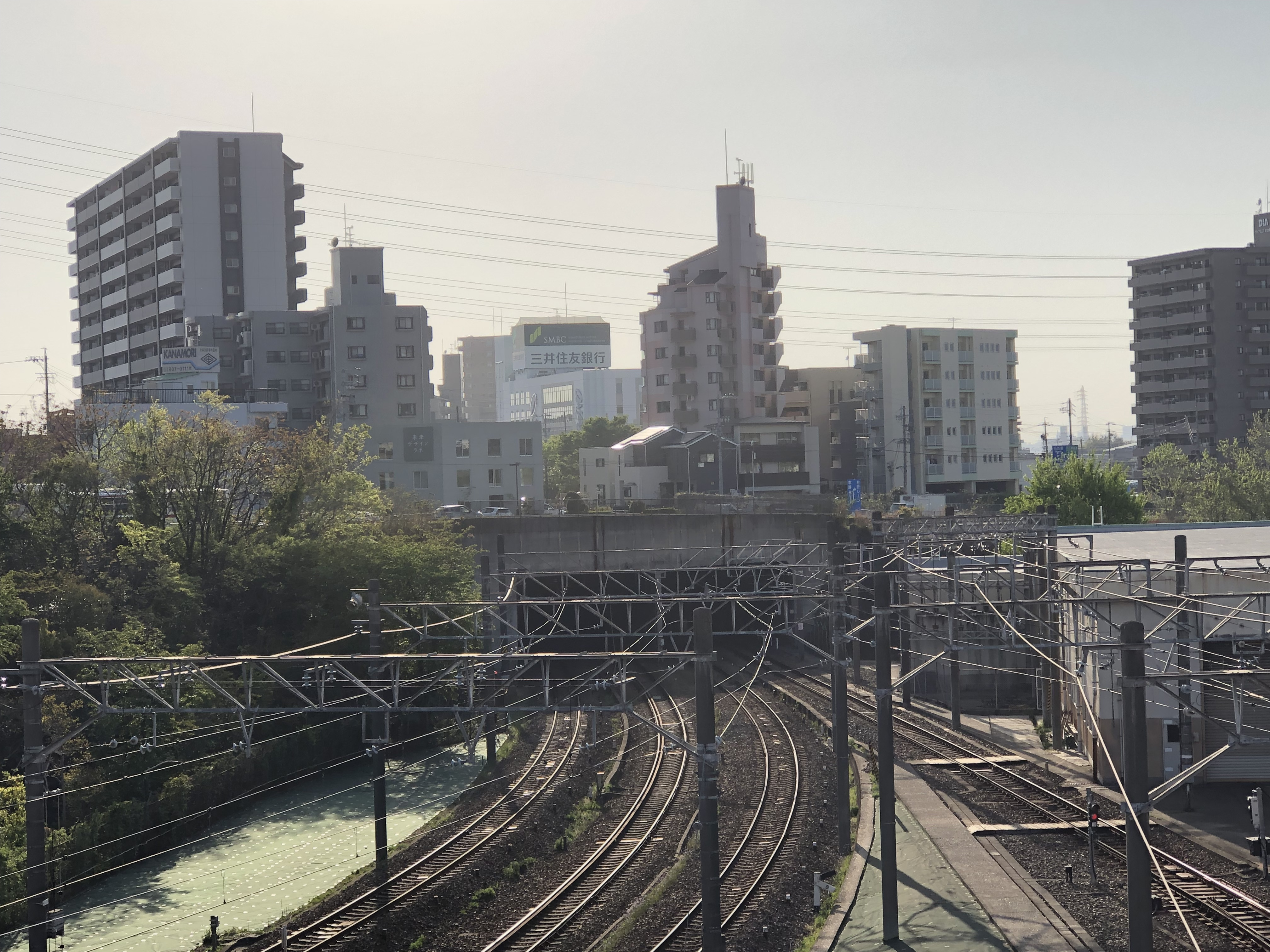
Skyline of Nissin

Según datos del 2010, la ciudad tiene una población estimada de 83.433 habitantes y una densidad de 2.390 personas por km². El área total es de 34,90 km².

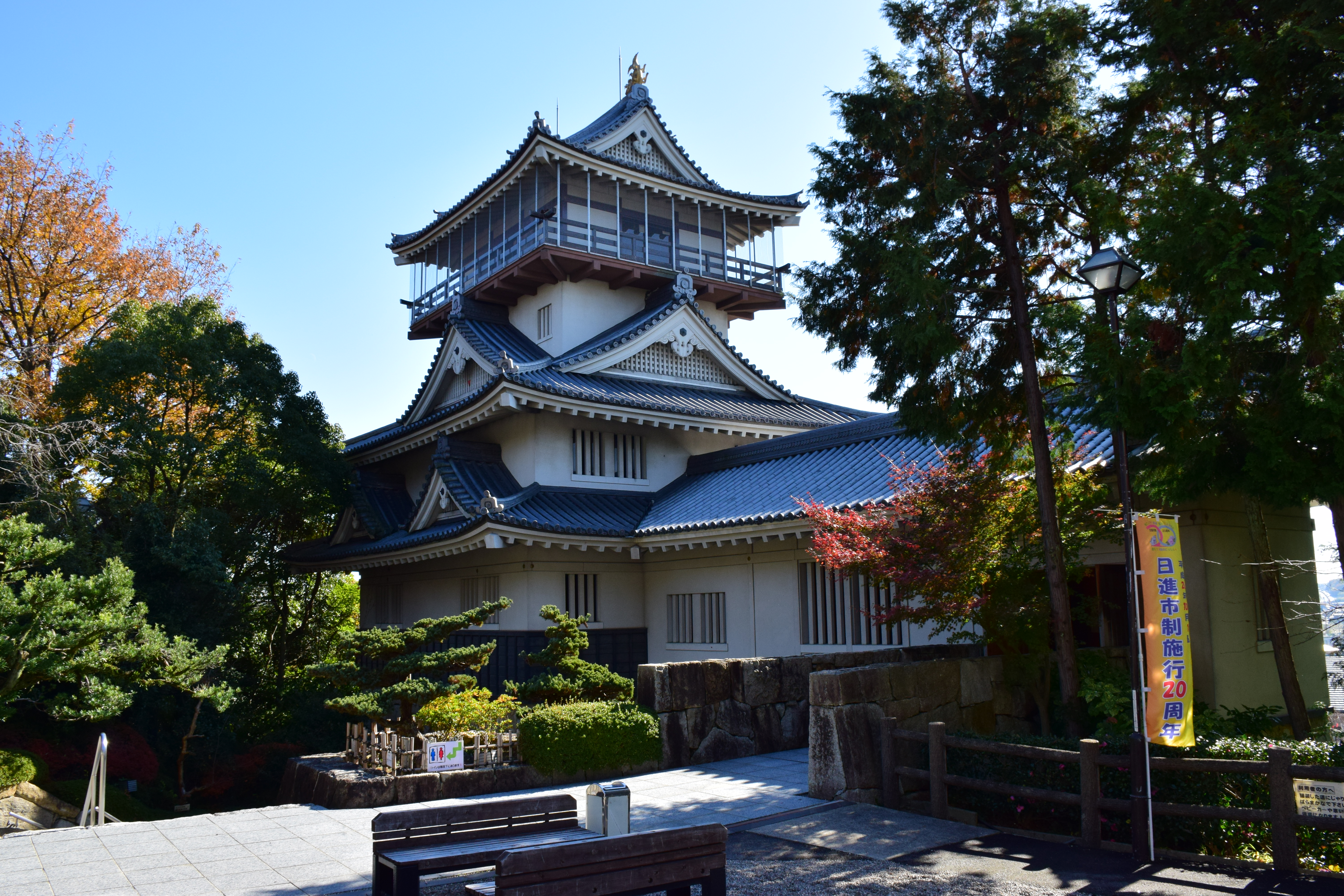
Castillo Iwasaki.

La ciudad fue fundada el 1 de octubre de 1994.
Como ciudad vecina de Nagoya, Nisshin sirve como ciudad dormitorio. Dentro de la ciudad se ubica el Castillo Iwasaki. También es sede de la Universidad de Nagoya de Estudios Extranjeros.

## Ciudades hermanas
- Owensboro (Kentucky)